# Jonas Hunziker
Jonas Hunziker (* 15. Mai 1994 in Unterseen, Kanton Bern) ist ein ehemaliger Schweizer Freestyle-Skier. Er war auf die Freeski-Disziplinen Slopestyle, Big Air und Halfpipe spezialisiert. Hunziker nahm an den Olympischen Spielen in Pyeongchang und an vier Weltmeisterschaften teil. Sein älterer Bruder Cyrill war ebenfalls als Skisportler aktiv.

## Biografie
Jonas Hunziker wuchs in Brienzwiler im Berner Oberland auf und besuchte gemeinsam mit Bruder Cyrill die Sportmittelschule Engelberg. Beide Brüder waren in ihrer Kindheit als Skirennläufer aktiv, wandten sich dann aber dem Freeskiing zu.
Hunziker nahm im August 2010 im erstmals auf dem Programm stehenden Slopestyle an den Juniorenweltmeisterschaften in Snow Park teil und gewann auf Anhieb die Bronzemedaille. In der Halfpipe wurde er Fünfter. Fünf Monate später gab er in der Halfpipe am Kreischberg sein Debüt im Freestyle-Skiing-Weltcup und belegte Rang acht. Bei seinen ersten Weltmeisterschaften im Deer Valley Resort wurde er in seiner Paradedisziplin Slopestyle Neunter. 2012 holte er im Rahmen der Juniorenweltmeisterschaften in Chiesa in Valmalenco erneut Slopestyle-Bronze. Bei zwei weiteren JWM-Teilnahmen belegte er die Ränge vier und 15.
Im September 2012 gelang Hunziker mit Platz drei in Ushuaia sein erster Weltcup-Podestplatz, am Ende der Saison belegte er in der Disziplinenwertung Rang acht. Bei den Weltmeisterschaften in Voss klassierte er sich auf Rang 20. Sein bestes WM-Resultat konnte er zwei Jahre später als Slopestyle-Fünfter am Kreischberg erreichen. Im Februar 2016 belegte er beim ersten Big-Air-Weltcup der Geschichte in Boston Rang drei. Danach gelangen ihm weitere Platzierungen unter den besten zehn, jedoch keine Podestplätze mehr. Bei den Olympischen Spielen von Pyeongchang, wo Slopestyle erstmals olympisch war, wurde er Zehnter. Im Januar 2019 nahm er an den X-Games in Aspen teil, wenige Tage später an den Weltmeisterschaften von Park City, wo er die Ränge acht im Slopestyle und 16 im Big Air belegte. Im darauffolgenden April beendete der zweifache Schweizer Meister seine aktive Laufbahn im Leistungssport.
Hunziker studierte an der Pädagogischen Hochschule Schwyz und arbeitete als Swiss-Ski-Nachwuchstrainer. Mit seinem Bruder veranstaltet er Freestyle-Skikurse auf dem Schilthorn.

## Erfolge

### Olympische Spiele
- Pyeongchang 2018: 10. Slopestyle

### Weltmeisterschaften
- Park City 2011: 9. Slopestyle
- Voss 2013: 20. Slopestyle
- Kreischberg 2015: 5. Slopestyle
- Park City 2019: 8. Slopestyle, 16. Big Air

### Weltcup
- 18 Platzierungen unter den besten zehn, davon 2 Podestplätze

### Weltcupwertungen
| Saison  | Gesamt | Gesamt | Halfpipe | Halfpipe | Slopestyle | Slopestyle | Big Air | Big Air |
| Saison  | Platz  | Punkte | Platz    | Punkte   | Platz      | Punkte     | Platz   | Punkte  |
| ------- | ------ | ------ | -------- | -------- | ---------- | ---------- | ------- | ------- |
| 2010/11 | 100.   | 6      | 18.      | 32       | –          | –          | –       | –       |
| 2011/12 | 199.   | 2      | –        | –        | 39.        | 10         | –       | –       |
| 2012/13 | 65.    | 18     | –        | –        | 8.         | 90         | –       | –       |
| 2013/14 | 56.    | 20     | –        | –        | 10.        | 101        | –       | –       |
| 2015/16 | 34.    | 27,8   | –        | –        | 8.         | 139        | –       | –       |
| 2016/17 | 76.    | 18,33  | –        | –        | 23.        | 54         | 13.     | 110     |
| 2017/18 | 47.    | 24,2   | –        | –        | 10.        | 156        | 4.      | 121     |
| 2018/19 | 103.   | 11,8   | –        | –        | 21.        | 59         | 37.     | 13      |

### Europacup
- Saison 2011/12: 2. Halfpipe-Wertung
- Saison 2015/16: 10. Slopestyle-Wertung
- 3 Podestplätze, davon 1 Sieg:

| Datum          | Ort        | Land    | Disziplin  |
| -------------- | ---------- | ------- | ---------- |
| 21. April 2016 | Silvaplana | Schweiz | Slopestyle |

### Juniorenweltmeisterschaften
- Neuseeland 2010: 3. Slopestyle, 5. Halfpipe
- Chiesa in Valmalenco 2012: 3. Slopestyle
- Chiesa in Valmalenco 2013: 4. Slopestyle
- Chiesa in Valmalenco 2014: 15. Slopestyle

### X-Games
- Oslo 2016: 18. Big Air
- Norwegen 2017: 11. Big Air
- Aspen 2019: 16. Slopestyle

### Weitere Erfolge
- 2 Schweizer Meistertitel (Slopestyle 2012 und 2016)[4]
- 1 Podestplatz im South American Cup